# Schwaben Bräu
 (mai 2021).
Si vous disposez d'ouvrages ou d'articles de référence ou si vous connaissez des sites web de qualité traitant du thème abordé ici, merci de compléter l'article en donnant les références utiles à sa vérifiabilité et en les liant à la section « Notes et références ».
Schwaben Bräu est une brasserie de Stuttgart.

## Histoire
Elle est fondée en 1878 par Robert Leicht dans le quartier de Vaihingen. En 1897, elle est la première brasserie à avoir un camion et en 1903 la première à avoir une usine d'embouteillage automatique.
En 1977, elle organise la première édition de la Schwanenbrau Cup.
Au début des années 1980, Schwaben Bräu achète Sigel-Klosterbräu. En 1994, Schwaben Bräu et Dinkelacker ouvrent un centre logistique commun. En 1996, elles se rapprochent pour former Dinkelacker-Schwaben Bräu AG.
En 2003, InBev fait l'acquisition de Spatenbräu qui détient la majorité des actions de Dinkelacker-Schwaben Bräu AG. Schwaben Bräu appartient à InBev jusqu'au 31 décembre 2006 ; Dinkelacker-Schwaben Bräu AG redevient ensuite indépendant.
Schwaben Bräu tient l'une des trois tentes de la Cannstatter Volksfest.